# Parque Mirador Manantiales del Cachón de la Rubia
El Parque Mirador Manantiales del Cachón de la Rubia está ubicado sobre el río Ozama, en la zona noreste de la ciudad de Santo Domingo (República Dominicana), en el sector Lucerna. Creado por decreto 207-02 del 20 de marzo de 2002, es un parque urbano catalogado como reserva natural, y con una superficie de 1,9 km² es el pulmón de la ciudad. Está administrado por el Ministerio de Medio Ambiente y Recursos Naturales.
Su finalidad es proteger y garantizar la conservación de los múltiples manantiales que se originan en la zona, afluentes del río Ozama, y muy especialmente el acuífero que aflora en el sitio denominado Cachón de la Rubia.
Posee una exuberante y variada flora nativa: caoba, javilla, campeche, ceiba, grallumo, guama, palma real, entre otras variedades. Dentro de su fauna se puede mencionar: el pato de agua, la gallareta, el Martín pescador, el hurón, la cigua palmera, la rolita y el pájaro carpintero. También en los manantiales podemos encontrar: la tilapia, guabina, truchas, camarones, cangrejos y jaibas.
Dispone también de un área de recreación, se practican deportes acuáticos y además los aficionados a la fotografía y los estudiosos de  las aves aprovechan la gran variedad existente en el lugar.

## Origen del nombre
A principios del siglo XX había en el lugar un trapiche rudimentario que abastecía de melaza y azúcar a la ciudad. La «rubia» era la esposa del dueño, quien se hizo famosa en el lugar por sus dotes de administradora del ingenio. Lo de cachón porque un chorro o cachón de agua pura y cristalina alimenta el río Ozama.